# 鄭愾辰

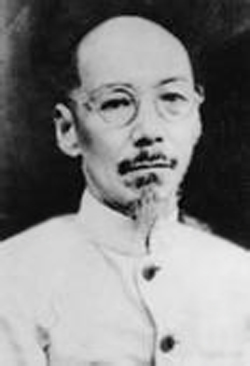
鄭愾辰1942年的照片

鄭愾辰（1876年—1953年）原名德元，号慨尘，福建省福清县人。中国民主革命家，中华民国及中华人民共和国政治人物。

## 生平
鄭愾辰12岁中秀才。后赴日本留学。先在预科学习，后入东京法政大学。清朝光绪三十一年（1905年），在日本东京第一批参加中国同盟会。回国后，投身革命，随郑祖荫等人在福州组织社团、创建学校，在福清创办铺前学堂，通过学校掩护革命工作。辛亥革命爆发后，宣统三年（1911年）十一月，福州光复，郑忾辰被推为福建省参议员。民国元年（1912年），郑忾辰当选为中华民国第一届国会众议院议员。
时任福建都督府总参议兼警察总监的彭寿松捕杀反对者，制造了 “蒋（筠）黄（家宸）惨案”。鄭愾辰乃在福建省参议会上提出弹劾彭寿松案，获林森等人支持。老同盟会员苏渺公（苏郁文）在《群报》上发文章，抨击彭寿松。彭寿松查封《群报》，逮捕苏渺公，重打数十大板。彭寿松派人多次谋杀鄭愾辰未遂。郑忾辰避往上海，后来在北京揭露彭寿松的罪行，袁世凯乃派人以镇抚使名义赴福建驱逐彭寿松，彭寿松回湖南家乡。郑忾辰又以蒋筠、黄家宸家属的名义向法院提告，由法院缺席判处彭寿松死刑，并将直接参与谋杀蒋、黄的刽子手判处死刑并立即执行。
1913年，郑忾辰参加二次革命，失败后逃往日本。民国3年（1914年）7月，鄭愾辰参加中华革命党，受孙中山委派，在海内外奔波，以支援护国战争。1915年，宋庆龄到日本任孙中山的英文秘书，二人相互爱慕，孙中山与元配办理了协议离婚手续。但孙中山、宋庆龄结婚，受到极大反对，郑忾辰毅然充任孙中山、宋庆龄结婚的伴郎，成为少数几位参加孙中山婚礼的中国人之一。
民国6年（1917年）8月，郑忾辰赴广州参加广州国会非常会议，任大元帅府参议、政治会议福建代表等职务。民国7年（1918年）9月15日，孙中山致信郑忾辰，称郑忾辰“夙抱弘愿，期于贯彻主义”，勉励郑忾辰“淬厉精神，团结同志，为正义而奋斗”。
民国12年（1923年），曹锟贿选，郑忾辰与5位福建籍国会议员拒不参加国会。北伐胜利后，1928年郑忾辰当选国民政府立法院立法委员。
民国19年（1930年），福清驻军收鸦片捐，引发在省的200多名学生反对。郑忾辰出面支持学生，最终取消鸦片捐。1931年，方声涛收编的土匪林靖部派驻福清，福清全县受到搅扰，龙高半岛受到的奸淫勒索最严重。11月24日，匪军轮奸新娘，引发民众与林靖的匪军搏斗，林靖向方声涛捏造福清民变的消息，请求派兵剿办。郑忾辰闻讯，赴上海向方声涛陈情，方声涛遂下命令清除林靖部，保全了福清。
抗日战争爆发后，1937年郑忾辰回到家乡。在日军两次占领福清期间，郑忾辰坚决反对日本。他还利用“福建省政府顾问”的身份，支持爱国青年，宣传抗日。民国30年（1941年），为了扩大福清县立初级中学，郑忾辰赴荷属东印度向华侨募捐，最终为该校建成一座16间的宿舍。民国35年（1946年），郑忾辰将自己70寿辰获得的寿礼全部捐给文光中学。1951年，郑忾辰作为特邀代表参加了福清县第一届各界人民代表会议，并当选为副主席。
1953年农历三月三日，郑忾辰逝世。
葬于福清市音西街道音西街道瑶峰村